# Фенилпропаноид
Фенилпропаноидите са клас органични съединения с растителен произход, които се биосинтезират от аминокоселината фенилаланин. Те имат разнообразни функции, между които защита срещу растителноядни животни, микробни атаки или други вредители, като структурни съставки на клетъчните стени, защита от ултравиолетова светлина, като пигменти и като сигнални молекули.

## Канелени киселини
Фенилаланинът първо се проебразува в канелена киселина под действието на ензима фенилаланин амоняк лиаза. Поредица от ензимни хидроксилирания и метилирания води до кумарова киселина, кафеена киселина, ферулова киселина, 5-хидроксиферулова киселина и синапинова киселина. Преобразуването на тези киселини в техните съответстващи естери дава някои от летливите състваки на растителните аромати, които имат различни функции като например привличането на опрашители. Известен пример е етилцинаматът.

## Канелени алдехиди и монолигноли
Редукцията на функционалните групи на карбоксилните киселини в канелената киселина дава съответните алдехиди като канелен алдехид. По-нататъшната едукция дава монолигноли като кумарил алкохол, кониферил алкохол и синапил алкохол. Монолигнолите са мономери, които се полимеризират, за да образуват различни форми на лигнин и суберин, които се използват като структурни съставки на клетъчните стени на растенията.
Фенилпропените като евгенол, хавикол, сафрол, естрагол също се получават от монолигнолите. Тези съединения са основни състваки на различни етерични масла.

## Кумарини и флавоноиди
Хидроксилирането на канелената киселина във 2-позицията води до получаване на кумарин, който може впоследствие да се преобразува в худроксилирани производни като умбелиферон. Допълнителна обработка води до получаването на флавоноиди — друг клас фитохимикали.